# Just Enough Education to Perform
Just Enough Education to Perform es el tercer álbum del grupo de Rock, Stereophonics. Su nombre original debería ser "JEEP". Este álbum se convirtió en su segundo disco que subió hasta el número 1 de la lista en el Reino Unido. Fue publicado por V2 Records el 2001. Todas las canciones las canciones las escribió Kelly Jones con la excepción de Mr Writer que la escribieron Kelly Jones y Marshall Bird y Handbags and Gladrags que la escribió Michael D'Abo. El álbum está dedicado a la memoria de Anne-Pascale Pleuchot y Scott Piering. Lo grabaron en Real World Studios, Bath y Monnow Valley Studios, Monmouth.

## Lista de canciones
CD 1
- 01 "Vegas Two Times" - 4:29
- 02 "Lying In The Sun" - 4:31
- 03 "Mr. Writer" - 5:19
- 04 "Step On My Old Size Nines" - 4:01
- 05 "Have A Nice Day" - 3:25
- 06 "Nice To Be Out" - 3:09
- 07 "Handbags And Gladrags" - 4:37
- 08 "Watch Them Fly Sundays" - 3:30
- 09 "Everyday I Think Of Money" - 3:25
- 10 "Maybe" - 4:35
- 11 "Caravan Holiday" - 3:13
- 12 "Rooftop" - 3:13

OTRAS CANCIONES (CD 2)
- 01 "Maritim Belle Vue In Kiel"
- 02 "An Audience With Mr. Nice"
- 03 "Don't Let Me Down"
- 04 "Surprise"
- 05 "Piano For A Stripper"
- 06 "Heart Of Gold"
- 07 "Shoeshine Boy"
- 08 "I'm Only Sleeping"

El CD-DVD relanzado incluye las versiones acústicas de "Lying in the Sun" y "Step on My Old Size Nines", una entrevista del grupo, un "Songplayer Tuition Software" de "Mr Writer" y todas las letras del álbum. "Handbags and Gladrags" no aparecía en la primera versión del álbum, pero fue introducida como "bonus track" después de que ésta se convirtiera en un sencillo.

## Enlaces
- Sitio Oficial de Stereophonics Archivado el 26 de abril de 2021 en Wayback Machine.

- Datos: Q3055939